# Garena
Garena là nhà phát hành trò chơi trực tuyến của Singapore. Công ty phân phối các tựa game trên Internet ở nhiều quốc gia tại châu Á cũng như châu Âu và châu Mỹ, bao gồm các trò chơi đấu trường trực tuyến nhiều người chơi (MOBA) như Heroes of Newerth, trò chơi bóng đá trực tuyến FIFA Online 4, trò chơi MOBA di động Liên Quân Mobile, trò chơi nhập vai Blade & Soul và nổi tiếng nhất là Liên Minh Huyền Thoại (nhưng đã trao lại quyền phát hành cho Riot Games và VNG từ ngày 6 tháng 1 năm 2023).
Năm 2017, Garena Free Fire được ra mắt, với hơn 80 triệu người chơi hoạt động mỗi ngày tính đến tháng 5 năm 2020.

## Lịch sử
Garena (kết hợp giữa hai từ "Global" và "Arena") được thành lập tại Singapore vào năm 2009. Sản phẩm đầu tiên của công ty là Garena +, một nền tảng trò chơi trực tuyến và mạng xã hội để mọi người khám phá, tải xuống và chơi trò chơi trực tuyến được ra mắt vào 2009.
Tháng 11 năm 2011, Garena tuyên bố họ có quyền phát hành trò chơi bắn súng theo đội Firefall ở Đông Nam Á và Đài Loan.
Tháng 12 năm 2011, Garena công bố hợp tác với nhà phát triển trò chơi trực tuyến Changyou để phát hành và vận hành trò chơi võ thuật 3D nổi tiếng Duke of Mount Deer tại Đài Loan. Đây là MMORPG đầu tiên có sẵn thông qua Garena +. Kết hợp một câu chuyện cổ điển của Trung Quốc với công nghệ dựng hình 3D mới nhất và đồ họa chất lượng điện ảnh, Duke of Mount Deer được tạo ra bởi một số chuyên gia chơi game trực tuyến hàng đầu từ Trung Quốc và Hàn Quốc và đã trở nên phổ biến ở Trung Quốc.
Cũng trong tháng 12 năm 2011, Giám đốc điều hành của Garena, Forrest Li, đã phát hành chế độ trò chơi "Thống lĩnh" cho người chơi Liên Minh Huyền Thoại tại Singapore và Malaysia.
Năm 2014, Garena đựoc định giá là một công ty Internet tỷ đô và là công ty Internet lớn nhất tại Singapore.
Tháng 3 năm 2015, Ontario Teachers' Pension Plan (OTPP), một trong những quỹ hưu trí lớn nhất thế giới, đã đầu tư vào Garena, đưa giá trị công ty lên mức hơn 2,5 tỷ USD.
Tháng 8 năm 2015, Garena thông báo BlackShot sẽ ngừng hoạt động vào nửa đêm ngày 1 tháng 9 vì không thể gia hạn giấy phép phân phối. Do đó, tất cả các quyền phân phối trò chơi đã được trả lại cho Vertigo Games, công ty đã thiết lập PlayOne Asia để xử lý việc phân phối trò chơi. Sau đó, Garena xuất bản một FPS khác có tên Alliance of Valiant Arms.
Vào tháng 5 năm 2017, công ty cổ phần tập đoàn Garena đã được đổi tên thành Sea Limited. Tuy nhiên, Garena vẫn được giữ lại như một thương hiệu.
Sea Limited đã nộp đơn chào mua công khai lần đầu trên Sở Giao dịch Chứng khoán New York (NYSE) vào tháng 10 năm 2017 nhằm mục đích huy động 1 tỷ đô la Mỹ. Trước khi IPO, Tencent là cổ đông lớn của Sea Limited với 39,7% cổ phần. Tiếp theo là liên doanh Blue Dolphins, được thành lập bởi Forrest Li, người sáng lập Garena, với 15%.
Tháng 1 năm 2020, Garena mua lại Phoenix Labs, nhà phát triển của Dauntless có trụ sở tại Vancouver. Việc mua lại không ảnh hưởng đến hoạt động của Phoenix Labs hoặc Dauntless nhưng đã giúp Garena mở rộng sự hiện diện quốc tế.

## Sản phẩm
Garena Client (trước đây là Garena +) là một nền tảng phân phối game trực tuyến và mạng xã hội, có giao diện tương tự như các nền tảng nhắn tin tức thời khác. Garena Client cho phép game thủ quản lý danh sách bạn bè, trò chuyện với bạn bè trực tuyến và kiểm tra tiến trình cũng như thành tích của trò chơi. Game thủ có thể tạo sự bản sắc riêng của mình bằng cách tùy chỉnh ảnh đại diện hoặc thay đổi tên. Họ cũng có thể thành lập nhóm hoặc clan và trò chuyện với nhiều game thủ cùng lúc thông qua các kênh công khai hoặc riêng tư trên Garena Client. Người dùng Garena Client sử dụng một loại tiền ảo là sò.
Các sản phẩm khác của Garena bao gồm BeeTalk, TalkTalk, Shopee, TopPay, Garena Live (nay là Booyah Live), LAN Client (trước đây được tích hợp vào Garena +).

## Sự kiện và giải đấu
Vào tháng 5 năm 2012, Garena ra mắt Garena Premier League (GPL), một giải đấu game chuyên nghiệp trực tuyến kéo dài sáu tháng với hơn 100 trận đấu sẽ được diễn ra. Mùa đầu tiên của GPL là giải đấu Liên Minh Huyền Thoại bao gồm sáu đội chuyên nghiệp, đại diện cho những người chơi hàng đầu đến từ các quốc gia tương ứng. Các trận đấu GPL được ghi lại và phát trực tuyến cùng với bình luận, đồng thời có sẵn cho người xem trên trang web chính thức của GPL.
Tháng 1 năm 2013, Garena công bố mùa giải thứ hai của Garena Premier League sẽ bắt đầu vào ngày 4 tháng 1 năm 2013. Garena Premier League 2013 bao gồm hai đội mới đến từ Đài Loan và Việt Nam, nâng tổng số đội lên tám.
Tháng 11 năm 2014, sân vận động thể thao điện tử Garena, một địa điểm dành riêng cho thể thao điện tử, đã khai trương tại quận Nội Hồ, Đài Bắc. Studio được xây dựng một phần để phục vụ cho League of Legends Master Series (LMS), giải đấu cấp cao nhất Đài Loan, Hồng Kông và Macau, là một giải phụ của GPL.
Tháng 1 năm 2015, Garena ra mắt Iron Solari League, một giải đấu Liên Minh Huyền Thoại  dành cho nữ giới ở Philippines. Đây là một sự kiện được tổ chức vào nửa cuối mỗi tháng, nhằm mục đích khuyến khích sự tham gia của các nhóm ít được chú ý và dành cho tất cả những người tự nhận mình là nữ.
Bên cạnh các giải đấu cạnh tranh, Garena còn tổ chức các sự kiện để phục vụ người dùng gặp gỡ và kết nối ngoại tuyến, bao gồm lễ hội Garena Carnival hàng năm được tổ chức tại Singapore và Malaysia.
Bắt đầu từ năm 2019, Garena chính thức trở thành đơn vị tổ chức giải đấu Free Fire World Series cho tựa game Free Fire. Năm 2021, Free Fire World Series trở thành sự kiện thể thao điện tử được xem nhiều nhất trong lịch sử với hơn 5,4 triệu người xem đỉnh điểm, vượt qua Giải vô địch thế giới Liên Minh Huyền Thoại có 4 triệu người đỉnh điểm.

## Tranh cãi
Vào ngày 3 tháng 2 năm 2015, Garena eSports công bố những hạn chế về số lượng người đồng tính nam và chuyển giới tham gia giải đấu Liên Minh Huyền Thoại chỉ dành cho phụ nữ, do lo ngại rằng những người tham gia LGBT có thể có "lợi thế không công bằng". Điều này dẫn đến việc các game thủ đặt câu hỏi về quyết định này, trong khi nhà phát triển Liên Minh Huyền Thoại là Riot Games trả lời rằng "Người chơi LGBT được chào đón tại các giải eSport Liên Minh Huyền Thoại chính thức". Ngày 4 tháng 2 năm 2015, Garena đã xin lỗi và sau đó đã gỡ bỏ các hạn chế.

## Danh sách trò chơi phát hành
Garena cung cấp nền tảng cho một số các trò chơi như Defense of the Ancients và Age of Empires, đồng thời xuất bản một số các trò chơi cao cấp, bao gồm các trò chơi đấu trường trận chiến trực tuyến nhiều người chơi như Heroes of Newerth và Free Fire, Call of Duty, FIFA Online 4, Liên Minh Huyền Thoại cho người chơi trong khu vực.
Trò chơi do Garena phát hành và từng phát hành :
| Tên                                       | Thể loại              | Nhà phát triển                      | Năm phát hành                     | Ghi nhận |
| ----------------------------------------- | --------------------- | ----------------------------------- | --------------------------------- | --- |
| Black Shot                                | MMOFPS                | Vertigo Games                       | 2009                              | Đã thay đổi thành tự phát hành (Vertigo Games qua PapayaPlay)                                                                                                   |
| Mstar                                     | MMODance              | Nurien Netmarble                    | 2009                              | Đóng cửa ngày 26 tháng 8 năm 2019 |
| Liên Minh Huyền Thoại (League of Legends) | MOBA                  | Riot Games                          | 2010                              | Đã thay đổi thành tự phát hành (Riot Games Đông Nam Á) cũ. Đài Loan/Hồng Kông (thông qua Taiwan Mobile) & Việt Nam (thông qua VNG Games) kể từ tháng 1 năm 2023 |
| Heroes of Newerth                         | MOBA                  | Frostburn Studios                   | 2010                              | Đóng cửa ngày 20 tháng 6 năm 2022 |
| Firefall                                  | Team Shooter/FPS      | Red 5                               | 2014                              | Đóng cửa |
| Lost Saga                                 | Casual/Fighting       | IO Entertainment                    | 2015                              | Đóng cửa ngày 3 tháng 12 năm 2017 |
| Chiến Cơ Huyền Thoại (Thunder Strike)     | Shoot 'Em Up          | Sunmosh                             | 2015                              | Đóng cửa ngày 6 tháng 10 năm 2017 |
| Alliance of Valiant Arms                  | Team Shooter/FPS      | Red Duck Inc./NEOWIZ                | 2015                              | Đóng cửa ngày 3 tháng 7 năm 2018 |
| Vindictus                                 | MMORPG                | devCAT/Nexon                        | 2015                              | Đóng cửa ngày 31 tháng 8 năm 2018 |
| Ring of Elysium                           | Battle Royale         | Tencent Aurora Studio               | 2018                              | Đóng cửa ngày 21 tháng 1 năm 2022 |
| Liên Quân Mobile (Arena of Valor)         | MOBA                  | Tencent TIMI Studio                 | 2016                              | |
| Duke of Mount Deer                        | MMORPG                | Changyou.com                        | 2011                              | Đóng cửa ngày 24 tháng 3 năm 2014 |
| Point Blank                               | MMOFPS                | Zepetto                             | 2012                              | Đóng cửa ngày 28 tháng 6 năm 2017, sau đó khởi chạy lại ở Thái Lan và Indonesia (tự phát hành)                                                                  |
| Path of Exile                             | ARPG                  | Grinding Gear Games                 | 2013                              | Đóng cửa năm 2016 (CIS), ? (Thái Lan, Singapore, Malaysia) |
| Blade & Soul                              | MMORPG                | NCSoft                              | 2017                              | Đóng cửa ngày 15 tháng 8 năm 2023 (Việt Nam) |
| Free Fire                                 | Battle Royale         | 111dots Studio                      | 2017                              | [ 17 ] |
| Free Fire MAX                             | Battle Royale         | 111dots Studio                      | 2021                              | |
| Elsword                                   | MMORPG                | KOG Studios                         | 2013                              | Đóng cửa ngày 2 tháng 12 năm 2015 |
| FIFA Online 3                             | Sports/Soccer         | Electronic Arts                     | 2014                              | Đóng cửa và thay thế bằng FIFA Online 4 |
| FIFA Online 4                             | Sports/Soccer         | Electronic Arts                     | 2018                              | |
| TalesRunner                               | Sports                | Rhaon/Smilegate                     | 2018                              | Đóng cửa |
| Âm Dương Sư (Onmyoji)                     | Visual Novel/ Action  | Netease Games                       | 2018                              | Đóng cửa ngày 3 tháng 4 năm 2019 |
| DD tank                                   | Artillery             | MMOG.asia/Changyou.com              | 2018                              | [ cần dẫn nguồn ] |
| Rising Force Online                       | MMORPGs               | CCR International                   |                                   | [ cần dẫn nguồn ] |
| Black Clover M                            | RPG                   | Ilinix, inc                         | 2022                              | [ 18 ] |
| Contra: Return                            | Run and Gun Shooter   | Tencent TiMi Studio/Konami          | 2019                              | |
| Speed Drifters                            | Racing                | Tencent TiMi Studio                 | 2019                              | |
| Fairy Tail: Forces Unite                  | RPG                   | Tencent Morefun Studios             | 2020                              | [ 19 ] |
| Moonlight Blade M                         | MMORPG                | Tencent Games                       | 2021                              | [ 20 ] |
| Blockman Go                               | Sandbox               | Zhuhai Sandbox Network Co. Ltd.     | 2017 (khởi động lại vào năm 2022) | |
| Cái Thế Tranh Hùng                        | Chiến Thuật, Nhập Vai | Topjoy                              | 2023                              | |
| Need for Speed Mobile                     | Racing                | Electronic Arts/Tencent TiMi Studio | 2024                              | |